# Tin Ujević
Augustin Ujević dit Tin Ujević, né le 5 juillet 1891 à Vrgorac et mort le 12 novembre 1955 à Zagreb; est un des plus importants poètes croate.

## Biographie
Ujević est né à Vrgorac, un village du centre de la Dalmatie. Il grandit à Imotski et Makarska et finit son lycée à Split. Ujević part alors continuer ses études à Zagreb. Il y fréquente le milieu bohème qui tourne autour du pape du modernisme, Antun Gustav Matoš. Ujević participe à la naissance du nationalisme yougoslave entre 1912 et 1916. Néanmoins il y perçoit les tendances expansionnistes de la Serbie et quitte la politique. Ujević restera à l'écart de la politique, se baladant de villes en villes à Sarajevo, Mostar, Belgrade, Split et pour retourner à Zagreb.
Ujević a œuvré dans trois domaines littéraires : traductions, essais et poésie. Il a traduit vers le croate de la poésie, des romans et des nouvelles de Walt Whitman, Marcel Proust, Joseph Conrad, Benvenuto Cellini et d'autres. Il a écrit une dizaine d'essais, de la prose et des méditations. Son apport le plus important à la littérature croate est toutefois en poésie.
Ujević est un fin connaisseur de la poésie occidentale (Dante, Goethe, Baudelaire, Rimbaud, Whitman et Ezra Pound) et de ses prédécesseurs croates (Marko Marulić et Ivan Gundulić). Il a créé une œuvre poétique unique dont le thème central est la célébration de la vie. La poésie d'Ujević est un mélange des traditions de plaisirs méditerranéens, d'un idéal mystique de beauté et d'existentialisme moderne. Ses vers expriment cette richesse avec une rare virtuosité.